# Florence Girardet
Pour les articles homonymes, voir Girardet.
Florence Girardet, née le 12 juin 1986 à Tarbes (Hautes-Pyrénées), est une coureuse cycliste française.

## Biographie
Florence Girardet est née à Tarbes, elle a grandi à Plaisance-du-Touch en Haute-Garonne, prise elle-même par la passion de son père, elle se lance dans le cyclisme en catégorie jeunes. Depuis 2010, Florence exerce en tant que Kinésithérapeute, dont elle a fait ses études à Toulouse. En 2020, elle prend en charge au quotidien des pratiquants professionnels de toutes disciplines au Centre Européen de rééducation du sportif de Capbreton (CERS).

## Palmarès
- 2006
  - 1re étapes du Tour de Charente-Maritime
  - 2e du championnat de France du contre-la-montre espoirs
  - 3e du Tour de Charente-Maritime
- 2007
  - 2e du championnat de France du contre-la-montre espoirs
  - 2e du Tour de Charente-Maritime
- 2009
  - Cholet-Pays de Loire Dames
  - 2e du La Mérignacaise
- 2011
  - 2e du La Mérignacaise

## Palmarès sur piste

### Championnats du monde juniors
| Édition / Épreuve | Course aux points |
| Los Angeles 2004  | Bronze            |

### Championnats nationaux
- 2004
  -  Championne de France de la course aux points juniors